# Иоанн III Дука Ватац
Иоа́нн III Ду́ка Вата́ц (греч. Ἰωάννης Γ΄ Δούκας Βατάτζης; около 1192, Дидимотихон — 3 ноября 1254, Кемальпаша, Измир) — никейский император в 1222—1254 годах.

## Биография
Сын Василия Ватаца, военачальника в правление Исаака II Ангела.
Женился на старшей дочери Феодора I Ласкариса Ирине и был назначен наследником.

### Война с латинянами и заговоры знати
Иоанн III был коронован 15 декабря 1222 года. Его приход к власти вызвал внутриполитические осложнения, так как братья покойного императора, севастократоры Алексей и Исаак Ласкарисы, надеявшиеся занять трон после смерти Феодора, не захотели смириться. Они решили уйти в Константинополь вместе с племянницей Евдокией, обещанной в жены императору Роберту. Иоанн, опасаясь, что в Константинополе они затеют против него интригу, не разрешил им отъезд. Тогда они бежали тайком, взяли у Роберта войско и высадились в Лампсаке, откуда двинулись к Пиманиону. Весной 1224 года в сражении при Пиманионе их войско было разбито. После этого Иоанн одну за другой осадил и взял крепости латинян в Мисии и Троаде: Пиманион, Лентианы, Хариор и Бербениак (1224—1225).

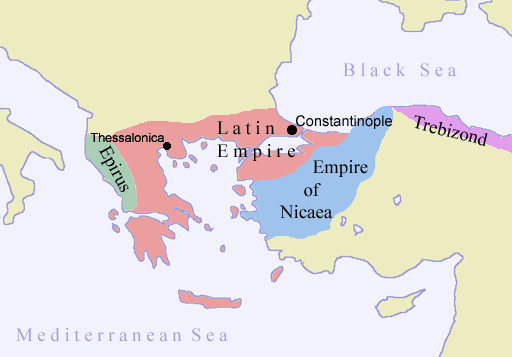
Государства на месте Византийской империи в 1214

В 1225 году никейский флот захватил острова Лесбос, Самос и Хиос, относившиеся к доле латинского императора по разделу 1204.
В гавани Олкос, недалеко от Лампсака, был построен первый большой флот никейцев на Пропонтиде: эти корабли занялись опустошением западного берега Геллеспонта, в том числе разграбили принадлежавший венецианцам Галлиполи.
В конце 1224 — начале 1225 годов был подчинён Родос, власть на котором после 1204 года захватил магнат Лев Гавала. Иоанн оставил Гавалу управлять Родосом с титулом кесаря.
Успешно развивавшиеся военные действия пришлось прервать, так как в тылу открылся опасный заговор, составленный Андроником и Исааком Нестонгами, двоюродными братьями императора. К заговорщикам примкнуло значительное число знати, даже великий этериарх (начальник дворцовой охраны).
Узнав о заговоре, Ватац остановил операции, сжег флот, чтобы тот не достался латинянам, и вернулся, чтобы заняться расследованием. Участники заговора были изобличены, но большинство отделалось временным тюремным заключением. К ослеплению и отсечению руки были приговорены только Исаак Нестонг и Георгий Макрин, дука Фракисийской фемы, намеревавшийся собственноручно поразить императора мечом в спину. Глава заговора Андроник Нестонг был заключён в крепость Магнесию, откуда ему было позволено бежать к туркам.

С этого времени император сделался более внимательным к козням и не стремился к прежнему великодушию, назначил телохранителей и стражу, которые днём и ночью его охраняли. Больше всего к этому побуждала императрица Ирина, имевшая характер мужественный и обращавшаяся со всеми по-царски.— Георгий Акрополит. История. 23. СПб., 2005. С. 64.
По миру 1225 года латиняне отдавали Пиги и все земли к югу от них, сохранив в Малой Азии лишь лежащий против Константинополя берег Босфора и Никомидию с округой. Флот Ватаца господствовал на Геллеспонте. Незадолго перед этим Ватац сделал первую попытку утвердиться на Балканах. Жители Адрианополя, видя слабость латинского гарнизона, просили никейского императора прислать войско и принять город под свою власть. Посланное Ватацем войско, под командованием протостратора Исиса и Иоанна Камицы, не встречая сопротивления, прошло Фракию и вступило в Адрианополь. Однако на этот раз закрепиться на Балканах не удалось. В 1224 году Эпирский правитель Феодор Комнин Дука бросил открытый вызов Ватацу. Дука захватил латинское Фессалоникийское королевство и был коронован императорской короной. Феодор, подойдя к Адрианополю, убедил жителей принять его власть и изгнать войско Ватаца. Таким образом Никейский гарнизон был вынужден уйти.
Когда в 1228 году на Крите началось третье по счету восстание против венецианского господства, возглавленное архонтами Скордилами и Мелисинами, Ватац, в ответ на обращение восставших за помощью и обещание передать ему остров, послал на Крит 23 (по другим сведениям, 33) корабля под командованием мегадуки. Несмотря на захват крепости Ретимо и порта Мелипотамо, восставшим и никейским войскам не удавалось в течение двух лет захватить замок Бонифация. Опасаясь появления венецианского флота, к которому присоединился герцог Наксоса Марко Санудо, мегадука никейского флота в 1231 году прекратил осаду замка Бонифация и отплыл от берегов Крита, но попал в бурю, в которой, за исключением трёх кораблей, погиб весь флот.

### События 1230-х годов
В 1230 году расстановка сил на Балканах сильно изменилась: Фессалоникийский император Феодор Комнин Дука потерпел страшное поражение от болгар. Сам Дука попал в плен и его государство раскололось. Таким образом, угрозы захвата Константинополя со стороны Фессалоник больше не существовало.  
В 1231 Жан де Бриенн стал соправителем Латинской империи и начал готовиться к отвоеванию земель, потерянных в 1225. Это встревожило никейского императора и он, чтобы уменьшить опасность со стороны Константинополя, готов был начать переговоры с Римом о союзе церквей. В 1232 патриарх Герман II написал об этом папе, и 15 января 1234 в Никею прибыли папские легаты. К тому времени ситуация поменялась и переговоры, длившиеся 4 месяца сначала в Никее, а затем в Нимфее, ни к чему не привели.
В 1233 родосский правитель кесарь Лев Гавала отложился от империи. Сам Иоанн III лично выступил против Гавалы во главе флота и большого войска, но потерпел неудачу. Вернувшись на материк, он направил вторую экспедицию под начальством великого доместика Андроника Палеолога, но и тот не смог взять крепость Родос, зато разграбил весь остров.
В 1234 Гавала заключил договор с Венецией о взаимной помощи (что помогло венецианцам завоевать Крит и способствовало удержанию в Эгейском море части сил Ватаца, предотвращая его нападение на Константинополь), однако через год Гавала снова перешёл на сторону Ватаца.
В ходе начавшейся в 1233 новой войны с латинянами Иоанн Ватац окончательно изгнал франков из Малой Азии и закрепился на европейском берегу. Овладеть Константинополем, однако, не удалось по причине превосходства на море венецианского флота. В 1241 было подписано двухлетнее перемирие.

### Союз сФридрихом II
По-видимому, уже к концу 1237 был заключён союз между Иоанном Ватацем и императором Фридрихом II. В рифмованной хронике Филиппа Мускэ сохранились сведения о том, что в конце 1237 — начале 1238 Ватац предложил Фридриху признать себя ленником германского императора, если последний освободит Константинополь и отправит Бодуэна во Францию. Уже весной 1238 никейские войска сражались
в Италии на стороне Фридриха, а папа Григорий IX осудил этот альянс и намерения императора отдать Константинополь грекам.
В 1244 союз со Штауфеном был скреплён браком Иоанна III и Констанции, легитимированной дочери германского императора от Бьянки Ланчии. При переходе в православие невесте дали имя Анна.
Союз с никейцами, угрожавшими Константинополю, и этот брак настолько разозлили папу, что в 1245 Фридрих II был окончательно отлучен от церкви на Лионском Соборе. Но это привело лишь к большему сближению двух императоров. В 1248 Ватац направил Фридриху крупную денежную субсидию, а в 1250 вспомогательные войска.
Военное значение этого союза было не очень велико. Зато политическая поддержка со стороны Фридриха II весьма укрепила позиции Иоанна III при переговорах с латинянами, папством и итальянскими морскими республиками. Германский император стал посредником между Никеей и Константинополем, а также покровителем греческой церкви на юге Италии, где все ещё жило много православных.
Узнав о смерти Фридриха II, наследник никейского престола Феодор написал надгробную речь этому великому человеку.
С наследником Фридриха Конрадом IV союзных отношений не получилось: тот был занят попытками спасти отцовское наследие в Германии и Востоком не интересовался. К тому же Конрад был недоволен тем, что Ватац дал при своем дворе убежище семейству Ланчия, которое Конрад изгнал из Италии.

### Попытки овладетьФессалоникийской империейи монгольская угроза
В 1236 на востоке обозначилась новая опасность: в этом году монголы впервые вторглись в пределы Конийского султаната. Иоанн III послал султану Кей-Кубаду I вспомогательный отряд, но в начале 1237 монголы ушли в Закавказье.
Летом 1237 фессалоникийский император Мануил Комнин Дука был свергнут отпущенным из тырновского заточения и тайно пришедшим в город слепым братом Феодором Комнином Дукой. Вскоре Мануила выслали в Атталию, а оттуда он прибыл в Никею. Иоанн Ватац заключил с изгнанником договор, по которому Мануил признавал сюзеренитет Никейской империи, а никейский император дал ему деньги, шесть кораблей и отправил в Фессалию, чтобы вызвать междоусобную войну западном греческом государстве. Но Мануил, овладев Лариссой, Фарсалом и Платамоном, предпочел помириться со своими братьями Феодором и Константином.
В 1241—1242 Ватац расселил во Фракии и Малой Азии около 10 тыс. половцев из войска хана Котяна; они бежали из Венгрии после вероломного убийства их предводителя и других вождей. Затем он их крестил и сформировал из них отряды мобильной конницы.
В начале 1240-х Иоанн III предпринял ещё одну попытку подчинить Фессалонику, на этот раз с помощью слепого Феодора Комнина Дуки. Пригласив его к себе и окружив почестями, никейский император убедил Феодора лишить его сына Иоанна (1237—1242) императорского титула. После этого, заручившись поддержкой бывшего Фессалоникийского императора, в 1242 Ватац с войском, состоявшим из ромеев и половцев, и флотом отправился к Фессалонике. По-видимому, он решил вообще отнять Фессалонику у Иоанна Ангела, причём путём переговоров, так как никейское войско не взяло с собой осадных орудий.
Когда никейское войско стояло под стенами Фессалоники, было получено известие о разгроме сельджуков и их союзников в битве с монголами при Кёсе-даге. Император приказал хранить эту новость в тайне, пока не будут закончены переговоры. Ему пришлось умерить свои требования и удовлетвориться отказом Иоанна Комнина Дуки от императорского титула. Добившись этого, он немедленно вернулся в Нимфей, где его ждало посольство конийского султана. С сельджуками был заключён оборонительный договор, подтвержденный в конце того же года на личной встрече императора с султаном в Триполисе на Меандре. По этому соглашению никейцы, вероятно, согласились предоставить султану тысячный отряд.
Также был подтвержден трехсторонний оборонительный альянс Никеи, Коньи и Киликийской Армении. Впрочем, по-настоящему никейцы не собирались помогать сельджукам, опасаясь гнева монголов. В самой империи Ватац принимал энергичные меры на случай нападения монголов: создал тщательно замаскированные склады оружия и продовольствия, возводил укрепления, ввел систему распределения продуктов среди населения с целью создания их запасов.
В 1248 к папе Иннокентию IV прибыло монгольское посольство с предложением союза против Никейской империи, но папа рассчитывал подчинить греков с помощью церковной унии и отклонил предложение монголов.

### Присоединение Македонии и Фессалоники
В августе — начале сентября 1246 Иоанн III переправился на европейский берег. В это время болгарский царь Коломан, малолетний сын Ивана Асеня от венгерки, был отравлен сторонниками его брата, ещё более юного Михаила, сына Ирины, дочери Феодора Дуки Комнина, ставшей теперь регентшей. Известие о переходе власти в руки эпирской группировки застало Ватаца на берегах Марицы, и он предложил военному совету обсудить: стоит ли воспользоваться случаем и попытаться отобрать у болгар Серры?
Осадных машин в его распоряжении не было, однако император присоединился к мнению Андроника Палеолога, предлагавшего штурмовать крепость. Для взятия столь важного укрепления оказалось достаточным вооружить и отправить на приступ обозных служителей (так называемых цулуконов). Эфемерная болгарская империя начала сыпаться, как только лишилась своего великого правителя. Болгарские коменданты крепостей не имели желания сражаться, а греческое население, пострадавшее от войн и владычества варваров-болгар, надеялось на лучшую жизнь под властью своих соплеменников.
Следом за Серрами сдалась крепость Мельник. Один из знатнейших жителей этого города, Николай Манклавит, созвал народ и убедил горожан сдать крепость никейскому императору. Затем всего за несколько недель большая часть Македонии подчинилась Ватацу. Стенимах (ныне Асеновград), Цепена (Дорково) и все селения в Родопах, севернее — район Вельбужда, на западе — Скопье, Просек, Веррия и земли до Велеса, Прилепа и Пелагонии. Болгары отдали все это без серьёзного сопротивления и заключили мирный договор.
После подчинения Македонии войско Ватаца двинулось к Фессалонике и встало рядом с ней лагерем. Для взятия этого города у императора было недостаточно сил, но изменники открыли перед ним ворота, и город был захвачен. Правивший там Димитрий Ангел Дука укрылся в акрополе. Его сестра Ирина, вдова Ивана Асеня II, на коленях умоляла императора не ослеплять её брата. Получив клятвенные заверения, что этого не произойдет, она привела Димитрия, и Ватац отослал его в крепость Лентианы.
После этого независимыми от Никеи остались только два греческих владения: земли Михаила II Эпирского (Эпир и Фессалия) и небольшая сеньория Феодора Комнина Дуки (с городами Воденой, Старидолом и Островом), населённая славянами.
Иоанн III пробыл в Фессалонике всего несколько дней, так как уже наступила зима, и надо было возвращаться в Малую Азию. Великим доместиком на западе был оставлен Андроник Палеолог. Его сын, 21-летний Михаил (будущий Михаил VIII) стал комендантом Мельника и Серр.

### Новая война с латинянами
Перезимовав в Нимфее, Иоанн III весной-летом 1247 года совершил поход против Цурула и Визы, последних крепостей Латинской империи на пути к Константинополю. В кампании участвовали и войска Михаила II Асеня Болгарского. Ансо де Кайо, комендант Цурула, узнав о приближении никейцев, бежал в Константинополь, оставив в крепости свою жену Евдокию, дочь Феодора I Ласкариса и свояченницу Иоанна Ватаца. Это не помогло, Ватац захватил Цурул, а затем и Визу, тем самым блокировав столицу с суши.

### Война на Родосе
Осенью 1248 генуэзцы хитростью захватили крепость Родос, главный пункт на острове. Правитель Родоса кесарь Иоанн Гавала находился в это время в окрестностях Никомидии, отражая вместе с императором набеги латинян из Константинополя. Против генуэзцев был направлен дука Фракисийской фемы Иоанн Кантакузин. 24 мая 1249 он с небольшим войском высадился на юго-восточном побережье острова, около г. Линдо, и пошёл на северо-восток, к горе Филеримос, где занял крепость Ялису.
Получив через некоторое время подкрепления, он приступил к осаде, но не мог нанести генуэзцам существенного вреда, так как в крепости были значительные запасы продовольствия.

Ибо, найдя дома родосцев полными средств к существованию, никто из них не ощущал недостатка ни в чём. Они спали с их женами и выпускали из города только тех, которые были или стары, или некрасивы.— Георгий Акрополит. История. 48. СПб., 2005. С. 89.
Вскоре к берегам Родоса подошли корабли князя Ахайи Гильома II де Виллардуэна, перевозившие в Египет отряды крестоносцев на помощь Людовику IX. Виллардуэн заключил с генуэзцами договор, оставив на Родосе сто рыцарей. Это заставило греков снять осаду и укрыться в Ялисе. Рыцари выступили из крепости Родоса и начали опустошать остров. Кроме того на помощь генуэзцам подошли корабли пиратов, которые также приняли участие в грабеже.
Император решил принять более действенные меры, снарядил в Смирне новое войско, корабли для перевозки трехсот лошадей, и назначил командующим протосеваста Феодора Кондостефана. В конце 1249 флот пристал к берегу у Линдо и войско, состоявшее из пехоты и тяжеловооружённой конницы направилось к крепости Родос. Все вышедшие из города для грабежа латинские рыцари были уничтожены, согласно приказу императора. Генуэзцы ещё некоторое время оборонялись в крепости, но весной 1250 были вынуждены сдаться. Их переправили в Нимфей и обходились с ними хорошо, так как Ватац не терял надежды на союз с генуэзцами против Венеции.

### Переговоры с Римом
Иоанн III уже в конце 1240-х мог бы захватить Константинополь, но опасался, что Запад ответит на это новым крестовым походом, а потому хотел добиться своей цели дипломатическим путём. В 1249 папа направил к нему генерала ордена францисканцев Иоанна Пармского для переговоров об унии. Кроме того посол должен был попытаться расстроить союз между никейцами и Фридрихом. Последний был очень недоволен и задержал на своей территории ответное греческое посольство, а Ватацу направил укоризненное письмо, упрекая его в том, что он, не посоветовавшись, вступил в переговоры с «так называемым папой», неисправимым врагом православия и «отцом лжи». Только в конце 1251 никейское посольство добралось до Рима, но тут Ватац решил прервать переговоры и вскоре осадил Константинополь.
Тогда папа разослал проповедников по Венеции и Романии, призывая к новому крестовому походу, и Ватацу пришлось вновь начать переговоры об унии. Посольство, отправленное в Рим, предлагало в обмен на подчинение папе передать Константинополь грекам и удалить латинский клир не только из греческих земель, но и со всего православного востока.
Иннокентий IV в принципе был согласен на захват ромеями Константинополя в том случае, если не удастся достичь компромисса с Бодуэном II. Он соглашался признать за никейским патриархом титул патриарха Константинопольского и полагал, что в столице могут одновременно находиться два патриарха: один для латинян, другой для ромеев. Переговоры продолжались до 1254, когда умерли оба их участника.

### Последняя кампания в Греции

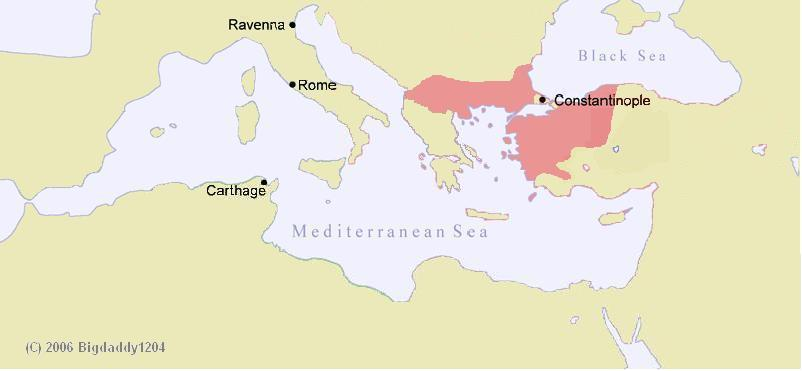
Никейская империя в 1254

В 1252 Иоанн III нанес удар по Эпирскому государству, правитель которого Михаил II не оставлял честолюбивых планов в отношении Константинополя и в предыдущем году послал во Фракию сильное войско. Вначале никейский император атаковал владения дяди Михаила — слепого Феодора Комнина Дуки. Водена была взята, а Феодор бежал к Михаилу Эпирскому. Тот упорно оборонял свои земли, но перевес был на стороне никейцев, на сторону которых начали переходить местная знать и города. Опасаясь потерять все, Михаил Эпирский был вынужден начать переговоры. По договору, заключённому в 1253 в Лариссе, к Никейской империи переходили Западная Македония (Прилеп, Велес) и Средняя Албания (Круя). Феодор, по требованию Ватаца, опасавшегося его интриг, был выдан ему и отправлен в Малую Азию. Михаил II, сохранивший Фессалию и Эпир, превращался почти в вассала Иоанна III.

### ДелоМихаила Палеолога
Когда Иоанн Ватац уже собирался покинуть Грецию, поступил донос на Михаила Палеолога, которого обвиняли в заговоре. Дело это было очень тёмное и интересно, в основном, применением западных юридических процедур. Речь шла о событиях шестилетней давности, когда Михаил был стратигом Мельника и Серр. Двое жителей Мельника вели между собой беседу о том, что Михаил собирается жениться на сестре болгарского царя Михаила и передать тому крепости, которыми командует. Об этом разговоре сообщили Николаю Манклавиту, а тот передал все императору. На очной ставке один из горожан подтвердил обвинения в адрес Палеолога, а другой все отрицал. Было решено прибегнуть к судебному поединку. Обвинитель вышиб ответчика из седла, но тот остался жив. Тогда ответчика подвергли пытке страхом смерти: связали ему руки за спиной, завязали глаза и приказали положить голову на плаху, после чего опять задали вопрос о виновности Михаила Палеолога, и снова получили отрицательный ответ.
Не добившись результата от свидетелей, назначенные императором судьи предложили Палеологу оправдаться, пройдя испытание раскаленным железом. На это предложение подсудимый ответил, что он не представляет, каким образом раскаленный металл может не оставить следов на руках человека, если только руки эти не высечены из мрамора Фидием, или не изваяны из бронзы Праксителем.
Тогда филадельфийский митрополит Фока, доверенный человек императора, встретился с Михаилом наедине и снова принялся убеждать его пройти испытание. Палеолог в ответ сказал, что, по его мнению, выдержать подобное может лишь муж истинно святой, но если митрополит, которому не раз случалось прикасаться к Телу Христову при совершении таинства евхаристии, возьмет своими святыми руками этот раскаленный металл и передаст ему, то он, Михаил, с радостью и уповая на Владыку Христа, примет оный металл из рук святителя.
Митрополита Фоку такое предложение не устроило, он поспешил заверить обвиняемого, что подобное испытание — варварский западный обычай, совершенно несообразный с ромейскими законами.
Дело после этого совсем зашло в тупик и судьи, в числе которых был Георгий Акрополит, оправдали обвиняемого, несмотря на то, что император явно хотел его погубить. Однако, принимая во внимание знатность и популярность Палеолога, Ватац решил не прибегать к прямому давлению. Тем не менее, он не выпустил Михаила из заключения, а, вернувшись осенью 1253 в Никею, привёз его туда, закованным в цепи. 5 апреля 1254 император прибыл в Нимфей, где Палеолог был посажен в тюрьму. Опасаясь гнева тяжело больного императора, никто не отваживался ходатайствовать за узника. Лишь в начале лета патриарх Мануил II упросил выпустить Михаила из темницы и тот под конвоем был отправлен в Ахирай, где находился патриарх с синодом. В конечном счете Ватац удовлетворился тем, что взял с Михаила «страшную клятву» не злоумышлять против него. Император сказал лишь: «Увы, несчастный, какой славы ты лишился!» (он собирался выдать за Палеолога свою внучку — старшую дочь Феодора — Ирину).

### Внутренняя политика
Добиться значительных внешнеполитических успехов можно было, только имея прочную экономическую базу, а потому Иоанн III прилагал большие усилия для развития хозяйства в империи и пополнения казны не чрезвычайными налогами, которые бы разорили крестьян, а за счёт повышения доходности государственных и частных хозяйств.
Он расширил запашки и виноградники настолько, что все расходы на содержание двора и благотворительность покрывались доходами с царских имений. Во главе последних он поставил не знатных чиновников, а простых специалистов. Были разведены громадные стада крупного и мелкого рогатого скота, лошадей, свиней и домашней птицы. С одной только продажи яиц император в короткое время получил столько, что купил жене корону, усыпанную драгоценными жемчужинами и камнями, и в шутку называл эту корону «яичной».
Развивая государственное хозяйство, он побуждал магнатов следовать его примеру и повышать доходность их имений, вместо того, чтобы выжимать из крестьян последние соки.
На пустующих землях (в основном, в окрестностях городов и крепостей) были основаны императорские фермы, куда отовсюду привлекали поселенцев. Особенно много людей переселялось из Конийского султаната, пострадавшего от голода и нашествия монголов.
Императору удалось повысить доход от коммеркиев (ввозных пошлин), хотя отменить неравноправный договор с венецианцами он не решился. Однако, он пытался бороться с вывозом денег из страны, убеждая своих подданных не покупать итальянскую мануфактуру, а довольствоваться тканями местного производства. Однажды, увидев своего наследника в одежде из дорогой итальянской парчи, Ватац сделал ему суровый выговор.
Когда именно император покинул Никею, неизвестно, но в качестве резиденции он выбрал Нимфей неподалёку от Смирны, в экономическом центре империи и подальше от аристократии и городского патрициата. Государственная казна также хранилась неподалёку — в сильно укреплённой Магнесии (ныне Маниса).
Отношения с аристократией у него были напряжённые, так как самодержавная национальная политика могла находить сторонников в среде народа, но никак не у магнатов, давно вкусивших прелестей феодальной анархии и не желавших вновь становиться под царское ярмо. Иоанн все же стремился не оскорблять аристократов назначениями на высокие должности людей низкого происхождения, и, хоть и не доверял знатным, но ставил их на ответственные посты.

### Церковная политика
Важнейшей задачей церковной политики, как и при Феодоре I Ласкарисе, было добиться признания власти никейского патриарха над всеми греческими землями. Духовенство западной Греции во главе с архиепископом Юстинианы Первой (Охрида) Димитрием Хоматианом продолжало игнорировать патриарха. Конфликты возникали при каждом новом поставлении архиерея в эпирском государстве, поскольку эти рукоположения не согласовывались с Никеей. Венчание Феодора Комнина Дуки на царство, проведённое Хоматианом в Фессалонике, ещё больше испортило отношения. Епископов, отправляемых из Никеи в эпирские владения, отказывались там принимать.
Дабы ослабить позиции Хоматиана никейская патриархия согласилась предоставить болгарской церкви автокефалию, выведя её таким образом из под юрисдикции охридского архиепископа, носившего пышный титул «Всея Болгарии». Переговоры об автокефалии Иван Асень II вёл с 1228, но только после заключения в 1234 политического союза они вступили в завершающую стадию. Нужно было заручиться согласием других вселенских патриархов, и эту миссию исполнил св. Савва Сербский. Царская и соборная грамота провозгласила Тырновского архиепископа Иоакима патриархом Болгарии (1235); он был торжественно посвящён в Лампсаке.
В дальнейшем позиции Никеи постепенно усиливались. Разгром в 1230 Феодора Комнина, смерть Хоматиана и общий упадок эпирской государственности вынудили деспота Фессалоники Мануила обратиться к патриарху Герману II с просьбой прислать архиепископа.

### Личность императора
Византийские авторы в целом с похвалой отзываются об Иоанне III не только как о правителе, но и как о человеке, отмечая его щедрость и милосердие. По словам Феодора Скутариота «император как никто другой проявлял милосердие». Георгий Акрополит пишет, что Иоанн «был кроток и всегда отличался человеколюбием», впрочем, сразу же добавляет, что «дары своим подданным давал редко, зато иноземцев (…) он одаривал более щедро, чтобы они хвалили его».
В первую половину правления на Иоанна большое влияние оказывала жена — императрица Ирина, доставившая ему престол.

После того как умерла супруга его, императрица Ирина, он предался любовным утехам с женщинами. Со многими и разными он открыто вступал в связь, но больше всего был увлечён любовью к придворной даме, прибывшей из Италии вместе с его супругой-немкой, императрицей Анной. Она называлась Маркезиной и сделалась соперницей императрицы. И он до такой степени предался этой любви, что позволил ей носить красные сандалии, такого же цвета верхнюю одежду и ей прислуживало больше слуг, чем настоящей деспине.— Георгий Акрополит. История. 52. СПб., 2005. С. 96.
Об этой маркизе, имя которой установить не удалось, пишут и другие авторы. По словам Никифора Григоры, она обладала «красотою лица и силою взгляда, который можно сравнить с сетью, из которой не выберешься».
Никифор Влеммид в своей автобиографии рассказывает о случае, произошедшем с маркизой в день одного из церковных праздников. Когда она в сопровождении большой свиты, облаченная в императорский пурпур, отправилась в храм Григория Чудотворца в Эфесе, где настоятелем был Влеммид, последний приказал запереть двери храма, чтобы «эта бесстыдница не прошла своими преступными ногами по священному помосту». Вскоре Никифор Влеммид отправил императору «Открытое письмо», где выразил своё возмущение его любовной связью с маркизой. Ватац, видя, что его роман приобретает скандальный характер, был вынужден расстаться с фавориткой.
На войне император старался действовать осторожно и методично, избегая решительных сражений.

Он брал терпением, проводя во вражеской земле весну, пребывая там и летом, оставаясь даже до конца осени, а иногда и зазимует, но добьется победы, после того как враги устанут от настойчивости и усердия императора.— Георгий Акрополит. История. 52. СПб., 2005. С. 97.
Иоанн III подобно императорам Зенону, Михаилам IV и V, а также Исааку I Комнину, страдал эпилепсией. В конце февраля 1254, когда Иоанн находился в Никее, у него произошёл инсульт. Через некоторое время он снова смог двигаться и приказал отвезти себя в Нимфей, где привык встречать День пальм (Вербное воскресенье). Там он и умер 3 ноября 1254 в шатре, поставленном в дворцовом саду. Похоронен он был в построенном им монастыре Спасителя в Сосандрах возле Магнесии. Во время наступления турок в начале XIV в. останки были перенесены в Магнесию, а монастырь вскоре был разрушен мусульманами. При осаде города турками сложилась легенда о защите Магнесии призраком Иоанна Ватаца, которого местные жители уже почитали как святого. После взятия Магнесии турки сбросили тело императора в овраг.

### Почитание в качестве святого

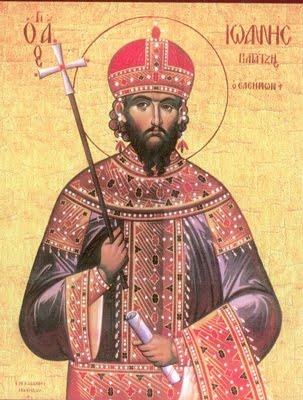
Святой Иоанн Ватац Милостивый

В районе Смирны, Нимфея и Магнесии сложилось почитание Иоанна Ватаца как святого. Тем не менее, он не был официально канонизирован, так как Палеологи старались не вспоминать о достижениях Ласкаридов. Однако в Малой Азии, особенно в Эфесе, Иоанна почитали до начала XX века, то есть, пока там сохранялось греческое население. В XIV веке епископ Григорий Пелагонийский написал Житие Святого Иоанна Милостивого, а в XVIII веке Никодимом Святогорцем по просьбе эфесского митрополита была записана церковная служба святому императору Иоанну Ватацу Милостивому, которую до сих пор служат 4 ноября.

## В кино
- Свадьбы Иоанна Асеня (Сватбите на Йоан Асен) — реж. Вили Цанков (Болгария, 1975). В роли Иоанна III Дуки Ватаца — Георги Черкелов.